# Devarodes cressida
Devarodes cressida är en fjärilsart som beskrevs av Druce 1907. Devarodes cressida ingår i släktet Devarodes och familjen mätare. Inga underarter finns listade i Catalogue of Life.